# Damião de Góis
Damião de Góis (ur. 2 lutego 1502 w Alenquer, zm. 30 stycznia 1574 tamże) – portugalski humanista i filozof.

## Życiorys
Damião de Góis urodził się 2 lutego 1502 w Alenquer. Około 1518 roku znalazł się na dworze króla Manuela I Szczęśliwego. W 1523 roku Jan III Aviz wysłał go do Antwerpii w charakterze skarbnika i sekretarza tamtejszej portugalskiej faktorii. Potem 
Damião de Góis wykonywał w latach 1528-1531 misje dyplomatyczne w innych krajach Europy. W 1533 roku zrezygnował ze służby dla monarchy, aby móc całkowicie się poświęcić pracy pisarskiej. Zaprzyjaźnił się z Erazmem z Rotterdamu. W latach 1534–38 studiował w Padwie, gdzie poznał Pietra Bemba i Lazzara Buonamica. Wkrótce potem przeniósł się do Leuven, gdzie pozostał przez sześć lat. Po francuskiej inwazji na Niderlandy dostał się do niewoli, z której uwolniła go interwencja króla Jana III. W 1548 został kustoszem państwowego archiwum. W 1558 zostało mu powierzone zadanie napisania kroniki o panowaniu króla Manuela. Damião de Góis polecenie wykonał, kończąc pracę w 1567 roku. Sposób ukazania możnych rodów portugalskich, nie odpowiadający ich oczekiwaniom, ściągnął jednak na autora poważne kłopoty. W 1571 roku został on poddany śledztwu trybunału inkwizycyjnego. Przez dwa lata był więziony i przesłuchiwany. Oskarżano go o rozpowszechnianie idei erazmiańskich i protestanckich. Opuszczony nawet przez rodzinę, zmarł najprawdopodobniej w swoim mieście Alenquer. Współcześnie uważa się go za największego humanistę portugalskiego renesansu i jednego z najwybitniejszych twórców europejskich XVI wieku.

## Twórczość
Jak przystało na renesansowego humanistę, Damião de Góis pisał zarówno w swoim rodzimym języku, jak i po łacinie. Najważniejszym jego dziełem jest Kronika wielce szczęśliwego króla Dom Manuela (Crónica do Felicíssimo Rei D. Manuel). 
Jego twórczość na język polski tłumaczyła Janina Z. Klawe.